# Yared Zenabu
Yared Zenabu Showaatir (ur. 22 lipca 1989 w Addis Abebie) – etiopski piłkarz grający na pozycji środkowego pomocnika.

## Kariera klubowa
Swoją karierę piłkarską Yared rozpoczął w klubie Adama City FC. W jego barwach zadebiutował w 2005 roku w pierwszej lidze etiopskiej. W 2010 roku przeszedł do Saint-George SA ze stolicy kraju, Addis Abeby. W sezonie 2010/2011 zdobył z nim Puchar Etiopii, a w sezonach 2011/2012 i 2013/2014 wywalczył dwa mistrzostwa Etiopii. W latach 2014–2017 grał w Dedebicie.

## Kariera reprezentacyjna
W reprezentacji Etiopii Yared zadebiutował 8 czerwca 2008 w przegranym 1:2 meczu eliminacji do MŚ 2010 z Rwandą. W 2013 roku został powołany do kadry na Puchar Narodów Afryki 2013. Od 2008 do 2013 wystąpił 15 razy w kadrze narodowej.